# Poznański Pułk Obrony Terytorialnej
Poznański Pułk Obrony Terytorialnej im. ppłk. Franciszka Bartoszka – oddział obrony terytorialnej ludowego Wojska Polskiego.
Poznański Pułk Obrony Terytorialnej został sformowany na podstawie rozkazu Ministra Obrony Narodowej Nr 010/OTK z dnia 6 maja 1963 roku i zarządzenia Szefa Sztabu Generalnego WP Nr 069/Org. z dnia 6 maja 1963 roku.
Jednostka została zorganizowana w terminie do dnia 30 maja 1963 roku, poza normą wojska, w garnizonie Gniezno, według etatu pułku OT kategorii „B”.
Minister Obrony Narodowej rozkazem z dnia 16 czerwca 1964 roku nadał pułkowi imię podpułkownika Franciszka Bartoszka.
Na podstawie rozkazu Ministra Obrony Narodowej Nr 0101/Org. z dnia 25 sierpnia 1989 roku pułk został rozformowany w marcu 1990 roku.